# Sandweier
Sandweier è un sobborgo di Baden-Baden, che è stato incorporato nell'area metropolitana nel 1975.

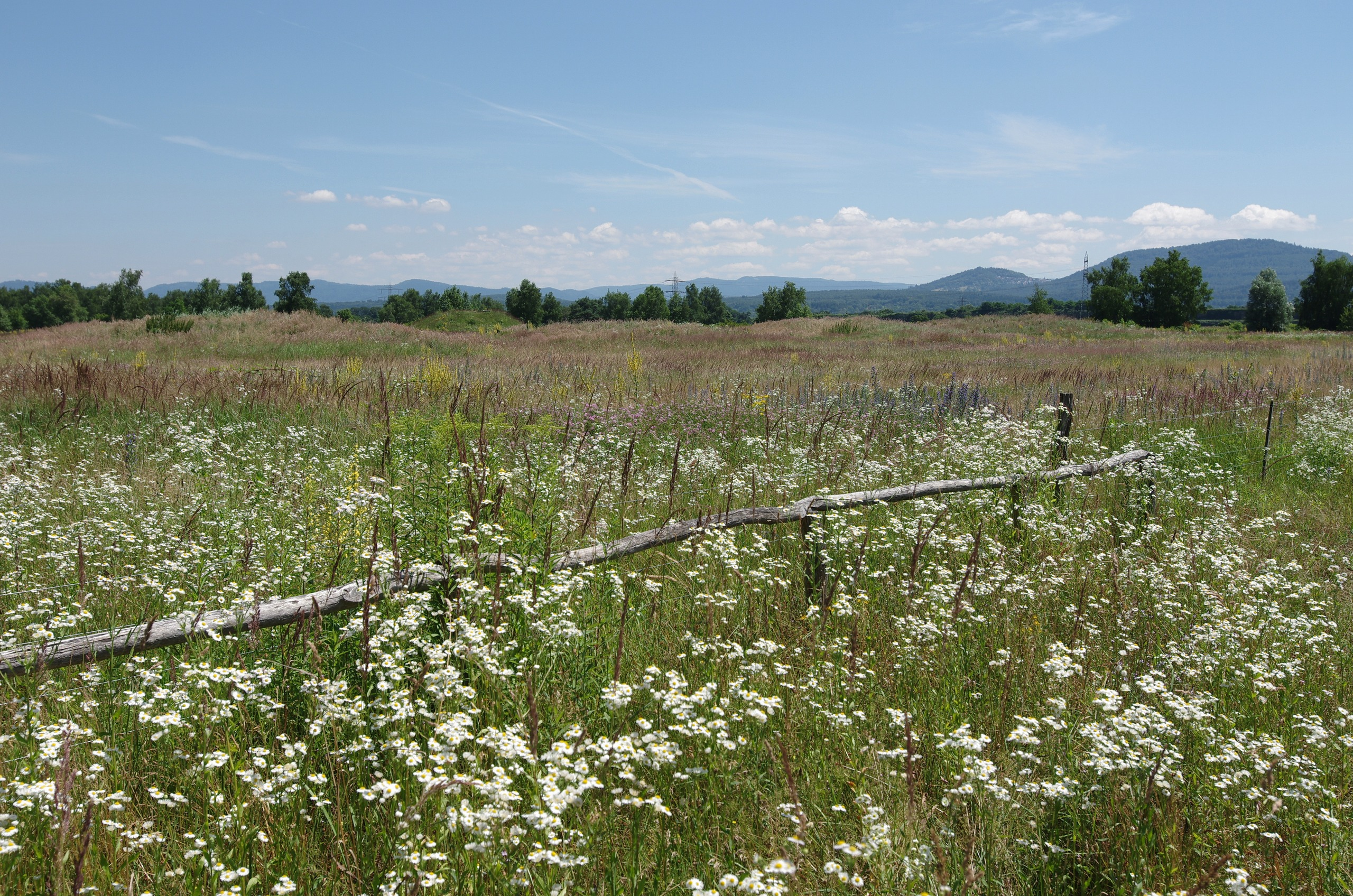
Riserva naturale nei pressi di Sandweier

È stato menzionato per la prima volta come Wilr nel 1308. Secondo gli storici, Wilr si dice derivi da “Villare”, che denota un insediamento di espansione, un cosiddetto borgo (Weiler). L'ortografia del nome cambiò nel corso dei secoli da Santwiler (Weiler im Sand, frazione nella sabbia) alla presente ortografia.
Nel 1901 fu costruita una nuova scuola, che ancora serve al suo scopo come scuola elementare.
Nel 1971 fu costruita una nuova scuola secondaria (ora la scuola principale e professionale).
Il primo gennaio 1975, Sandweier è stato incorporato nella municipalità di Baden-Baden.
Attualmente Sandweier è un luogo con numerosi negozi di artigianato e due cave di ghiaia.
Grazie alla sua buona infrastruttura, Sandweier è molto richiesta come zona residenziale. Ciò ha portato alla creazione di nuove aree per costruzioni abitative nel 2010. 

## Altro
A Sandweier furono giustiziati i criminali di guerra, leader delle SS, Heinrich Schwarz (1947) e Fritz Suhren (1950).